# Giuseppe Ossorio
Giuseppe Ossorio (Ragusa, 9 aprile 1944 – 27 luglio 2025) è stato un politico italiano.
Dottore commercialista, revisore dei conti e giornalista pubblicista, è stato eletto alla Camera dei deputati nel 2006 (XV legislatura) e dal 2012 al 2013 (XVI). Ha fondato nel 2001 il Movimento Repubblicani Europei, formazione attiva fino al 2011.

## Biografia
È laureato in economia e commercio presso l'Università degli Studi di Napoli Federico II con una tesi in scienza delle finanze. È stato iscritto all'ordine dei dottori commercialisti e ha esercitato l'attività professionale a Napoli, dove è stato titolare dello studio associato di dottori commercialisti "Ossorio-Vassallo".

### Esperienza politica
Entrato nel Partito Repubblicano Italiano (PRI), ha iniziato la sua esperienza politica nella Federazione Giovanile Repubblicana, l'organizzazione giovanile del PRI, aderendo contemporaneamente alla politica di Ugo La Malfa e di Giovanni Spadolini.
Ha affiancato Francesco Compagna negli anni del suo mandato parlamentare alla Camera dei deputati, di ministro della Repubblica e di sottosegretario alla presidenza del Consiglio dei ministri di Giovanni Spadolini. È stato vicesegretario nazionale del PRI, segretario regionale della Campania e segretario provinciale di Napoli. Quest'ultimo incarico coincise, appunto, con l'attività parlamentare di Francesco Compagna. Consigliere comunale di Napoli eletto nelle elezioni del 1983 e del 1987. Nei due mandati comunali ha svolto la sua attività consiliare nel gruppo repubblicano con Giuseppe Galasso capogruppo del PRI.
Consigliere regionale della Campania eletto nelle elezioni del 1990, del 2000 e del 2005, anno in cui è stato eletto nella lista Repubblicani – Democrazia Liberale.
Consigliere provinciale di Napoli eletto nelle elezioni del 1995.
È stato presidente della fondazione "Regioni d'Europa" riconosciuta nell'albo delle Fondazioni presso la Regione Campania.
Nel 2006 i Repubblicani Democratici strinsero un patto federativo con l'Italia dei Valori e alle elezioni di quell'anno Giuseppe Ossorio fu eletto alla Camera dei deputati. Come repubblicano si iscrisse al gruppo alla Camera dei deputati di quel partito, ma non aderì all'IdV. È stato eletto, nella XV legislatura, vicepresidente della V commissione (bilancio, tesoro e programmazione) della Camera dei deputati. Ha presentato, come primo firmatario, una proposta di legge alla Camera dei deputati, la n. 2.668 del 17 maggio 2007, che prevedeva "Norme per il controllo, la valutazione e la qualità delle politiche e della spesa pubblica".
Nel 2006 la Camera dei deputati approvò un emendamento proposto dal Deputato Giuseppe Ossorio alla legge finanziaria del 2007, approvata il 19 novembre 2006 al fine di istituire la zona franca urbana "con particolare riguardo al centro storico di Napoli". Le zone franche urbane in quella finanziaria erano previste "per favorire lo sviluppo economico e sociale, anche tramite interventi di recupero urbano, di aree e quartieri degradati nelle città del Mezzogiorno". Alla Camera dei deputati presentò, il 15 maggio 2007, una interpellanza al ministro dello sviluppo economico per sapere lo stato di attuazione della zona franca urbana del Centro storico di Napoli, approvato nella legge finanziaria 2007.
Il 20 settembre 2007 con una lettera ad Antonio Di Pietro sciolse il patto federativo fra i Repubblicani Democratici e Italia dei Valori e partecipò alla costituzione del Partito Democratico sostenendo la candidatura alle primarie di Walter Veltroni.
Con il PD è ricandidato alla Camera dei Deputati alle elezioni del 2008, ma non viene eletto. Con la nomina di Luigi Nicolais (PD) a presidente del CNR e le sue contestuali dimissioni da parlamentare, il 26 febbraio del 2012 Ossorio diventa deputato alla Camera.
Nel 2011 nel frattempo era rientrato nel Partito Repubblicano Italiano, alla guida di Francesco Nucara, venendo eletto nella direzione nazionale. Il 1º marzo 2012 ne aderisce quindi alla componente parlamentare "Repubblicani – Azionisti" del gruppo misto. Alla Camera dei deputati il 16 marzo 2012 presentò una mozione sulle condizioni precarie dell'economia del Mezzogiorno d'Italia, per impegnare il Governo nazionale "a delineare attraverso il confronto con le realtà produttive, sociali ed istituzionali, che possono essere coinvolte". Termina il proprio mandato parlamentare nel 2013.

## Opere
- Crescita o Declino. La Campania, Napoli, l'Area Metropolitana, Guida Editore, Napoli, 2017, ISBN 9788868663209
- Scelte in Controluce. Napoli, l'Italia, l'Europa. Prefazione di Adriano Giannola, Napoli, 2014
- Libertà, Democrazia, Repubblica. Le radici del nostro futuro  Guida Editore, Napoli, 1998
- La Regione in salita, Guida Editore, Napoli, 2003, ISBN 88-7188-729-8
- Manuale di Legislazione sanitaria, Editoriale Scientifica, Napoli, 1987